# ژائو لیانگ
ژائو لیانگ (انگلیسی: Zhao Liang؛ زادهٔ ۱۹۷۱ (۵۳–۵۴ سال)) کارگردان چینی است.